# Красное Поле (Иркутская область)
Красное Поле — деревня в Заларинском районе Иркутской области России. Входит в состав Бажирского муниципального образования. Находится примерно в 8 км к северо-востоку от районного центра.

## Население
По данным Всероссийской переписи, в 2010 году в деревне проживало 237 человек (103 мужчины и 134 женщины).